# Otričevo
Otričevo (en serbe cyrillique : Отричево) est un village de Bosnie-Herzégovine. Il est situé dans la municipalité de Rogatica et dans la république serbe de Bosnie. Selon les premiers résultats du recensement bosnien de 2013, il compte 18 habitants.

## Démographie

### Répartition de la population par nationalités (1991)
En 1991, le village comptait 46 habitants, tous Musulmans (Bosniaques).